# Ana Beatriz Nogueira
Ana Beatriz Soares Nogueira (Rio de Janeiro, 22 de outubro de 1967) é uma atriz e produtora brasileira. Artista profícua, foi laureada ao longo de sua carreira de quatro décadas com várias premiações, incluindo dois Prêmios Qualidade Brasil, um Molière e o festejado Urso de Prata do Festival de Berlim, além de ter recebido indicações para dois Prêmios Guarani e um Prêmio APTR.
Nogueira iniciou sua carreira no Teatro Amador ao lado de grandes nomes do teatro nacional. Sua estreia profissional foi em Ubu Rei (1984), no mesmo ano em que estreou na televisão na minissérie Santa Marta Fabril S.A., da extinta Rede Manchete. No entanto, foi no cinema em 1987 que ela conseguiu sua primeira consagração artística ao interpretar a personagem principal em Vera, pelo qual ela foi amplamente elogiada, vencendo prêmios de melhor atriz em festivais pelo mundo, em especial o renomado Urso de Prata de Melhor Atriz no Festival Internacional de Cinema de Berlim.
No cinema, Nogueira ainda se destacou em muitas produções durante a década de 1990 e os anos 2000. Ela esteve em personagens importantes nos filmes Matou a Família e Foi ao Cinema (1991), pelo qual foi eleita Melhor Atriz Coadjuvante no Festival de Gramado; no drama jornalístico Jenipapo (1995) como a jornalista "Márcia"; na cinebiografia Villa-Lobos - Uma Vida de Paixão (2000), onde interpretou a pianista Lucília Guimarães e recebeu sua primeira indicação ao Prêmio Guarani de Melhor Atriz Coadjuvante; no suspense Querido Estranho (2002) como "Teresa"; e, na adaptação da obra de Nelson Rodrigues O Vestido (2004), pelo qual novamente foi indicada ao Prêmio Guarani de Melhor Atriz Coadjuvante.
Na televisão, se destacou nas telenovelas. Ela é lembrada por suas atuações em O Rei do Gado (1996), como a integrante do MST "Jacira", e Celebridade (2003), como a ambiciosa "Ana Paula", papel que lhe rendeu dois Prêmios Qualidade Brasil. Nos anos recentes, passou a ser requisitada para personagens mais marcantes em produções da TV Globo, onde se especializou, sobretudo, em interpretar mães possessivas e controladoras, e se tornou uma das atrizes mais populares da teledramaturgia. Entre os seus destaques, incluem-se Caminho das Índias (2009), A Vida da Gente (2011), Saramandaia (2013), Em Família (2014), Além do Tempo (2015), Rock Story (2016), Um Lugar ao Sol (2021) e Todas as Flores (2022).

## Carreira

### Formação e início da vida artística
Nascida no Rio de Janeiro em 22 de outubro de 1967, Ana Beatriz Nogueira começou a estudar atuação no curso do Teatro Amador, onde teve como professores os atores Maria Padilha e Miguel Falabella. Durante a formação no curso, ampliou sua rede de contato no teatro e fez amigos, que a fez ingressar na carreira profissional. A estreia nos palcos aconteceu em 1984 no espetáculo infantil Ubu Rei, peça do escritor francês Alfred Jarry, dirigida e adaptada por Ricardo Kosovski, onde interpretou "Bugrelau". No mesmo ano, Nogueira estreou na televisão na minissérie Santa Marta Fabril S.A., produzida pela extinta Rede Manchete, em uma pequena aparição. Dois anos mais tarde, em 1986, foi aprovada em um teste para atuar em sua primeira novela, Mania de Querer, também na Rede Manchete.

### 1987–91:Vera,Kananga do JapãoeFelicidade
“Sobre o sucesso do filme Vera, Ana Beatriz comentou: "- Eu não esperava ganhar esses prêmios todos a gente torcia para que gostassem do filme. Era um filme radical, avançado para a época, um tema delicado. Foi um sucesso. Em seguida veio o Collor, com o Plano Collor. Eu tinha vários convites para filmes, pouquíssimos saíram. O dinheiro foi confiscado. Eu fiquei muito concentrada em terminar meus estudos.".”

— Ana Beatriz Nogueira, em entrevista ao programa Antenados da Rádio Bandeirantes em 22/01/2023
Em 1986, aos dezenove anos de idade, fez sua estreia no cinema com o filme de drama biográfico Vera, baseado na autobiografia A Queda para o Alto, de Anderson Herzer, onde ela interpretou a protagonista-título. Na trama, que aborda um complexo drama existencial, Nogueira atuou como uma jovem órfã que passa a adolescência em um orfanato onde aos poucos passa a desenvolver uma personalidade masculina e luta para encontrar seu espaço no mundo. O filme foi lançado no Festival de Brasília e logo recebeu aclamação da crítica, sobretudo pela atuação da atriz. O reconhecimento de sua performance a consagrou pelos festivais de cinema no mundo, lhe rendendo prêmios, sendo o mais importante o Urso de Prata de melhor atriz pelo prestigiado Festival de Cinema de Berlim, na Alemanha. Ela ainda foi laureada melhor atriz no Festival de Cinema de Locarno, na Suíça, e no Festival de Cinema de Nantes, na França, bem como também foi eleita a Melhor Atriz de Cinema pelo Prêmio Molière, um dos mais importantes da cultura nacional à época. Naquele mesmo ano, ainda participou do curta-metragem Dama da Noite como Júlia.
No ano de 1988, fez uma participação na minissérie O Pagador de Promessas, no papel de Alícia, e voltou aos palcos atuando em duas peças: Maroquinhas Fru Fru, protagonizando no personagem principal ("Maroquinhas Fru-Fru"), e Flor do Milênio, novamente como protagonista ao lado de Fernando Eiras e Isabel Tereza. Em seguida, voltou a assinar contrato com a Rede Manchete após dois anos para atuar na novela Kananga do Japão, onde interpretou "Alzira", irmã da protagonista "Dora" (Christiane Torloni), a qual faz parte de uma família falida com a quebra da Bolsa de Valores de Nova Iorque, década de 1930. Em 1990, fez uma participação no filme Stelinha, filme protagonizado por Esther Góes que conta a história de uma cantora em decadência após fazer muito sucesso. No longa, ela interpretou "Marta". Naquele mesmo ano, também fez o curta-metragem Meu Vizinho Comprou um Carro.
Em 1991, Ana assinou contrato com a TV Globo novamente, emissora onde ela viria a trabalhar por muitos anos em papéis que a consagraram como uma das atrizes mais populares do Brasil. De volta à emissora global, ela atuou na minissérie O Sorriso do Lagarto, onde interpretou "Evangelina". Na trama de suspense, a personagem dela era uma das mulheres escolhidas para serem realizadas inseminações artificiais criadas pelo médico "Dr. Lúcio Nemésio" (José Lewgoy), o qual pretendia criar uma sub-raça de seres híbridos, com características humanas e de lagartos. Ainda naquele ano, no segundo semestre, estreou nas telenovelas da emissora como "Selma" em Felicidade, de Manoel Carlos. Na trama, sua personagem é filha de "João" (Sebastião Vasconcelos) e "Rosália" (Regina Dourado), sendo uma jovem que sonha em casar mas não consegue um pretendente por ser considerada "feia" e "sem graça". Também no mesmo ano, fez sua quinta participação no cinema, no filme Matou a Família e Foi ao Cinema, que lhe rendeu o prêmio de Melhor Atriz Coadjuvante no Festival de Gramado.

### 1992–99:As Noivas de Copacabana,O Rei do GadoeAnjo Mau
Em 1992, deu vida a um de seus personagens mais marcantes, "Fátima" na minissérie As Noivas de Copacabana, que contava a história de um assassino em série de noivas. Na trama, ela é uma das vítimas de "Donato Menezes" (Miguel Falabella), uma mulher simples e filha de um pregador evangélico. Em seguida, em 1993, foi destaque no espetáculo Othello, A Sombra de uma Dúvida. Em 1994, atuou em uma montagem de O Homem sem Qualidades, uma leitura da obra-prima do escritor austríaco Robert Musil, ao lado de Betty Gofman, Daniel Dantas, Lucélia Santos e Silvia Buarque. No ano seguinte, foi convidada para atuar no filme Jenipapo (1995), da cineasta Monique Gardenberg, um drama que aborda conflitos éticos de um jornalista norte-americano ao investigar um caso brasileiro, onde ela interpretou a jornalista "Márcia". No mesmo ano, fez participações no seriado Você Decide nos episódios "Veneno Ambiente" e "O Jogador".
No ano de 1996, foi escalada para viver "Jacira Pereira" na telenovela O Rei do Gado, um de seus primeiros grandes sucessos na televisão. Na trama, impulsionada pelos movimentos de reforma agrária no país, ela deu vida a uma integrante do Movimento dos Trabalhadores Rurais Sem Terra (MST), que lutava ao lado do marido, "Regino Pereira" (Jackson Antunes), por um pedaço de terreno para produzir e morar. Também participou da segunda temporada de Malhação como "Beth". Em 1997, interpretou "Ana" no curta-metragem Dois na Chuva e foi escalada para uma participação na novela Anjo Mau, como "Eduarda", que entra na trama para competir em um rali com "Luís Carlos" (Márcio Garcia) e acaba tendo envolvimento amoroso com "Ciro" (Raul Gazolla).
Entre 1998 e 1999, esteve em cartaz no teatro com a peça Três Irmãs, uma adaptação de Bia Lessa que trazia Renata Sorrah, Deborah Evelyn e Lorena da Silva como três irmãs que sonhavam em voltar para Moscou, na Rússia, mas têm seus planos atrapalhados por uma série de fatores, incluindo a chegada de "Natasha", personagem de Ana Beatriz Nogueira, no convívio da família. Com o fim da temporada teatral, ela recebeu convite para voltar à televisão na telenovela Andando nas Nuvens em uma participação especial como "Marta".

### 2000–07:Villa-Lobos,Celebridade,A Casa das Sete MulhereseEssas Mulheres
No início do novo milênio, em 2000, Nogueira voltou ao cinema na cinebiografia Villa-Lobos - Uma Vida de Paixão, que conta a história de vida de Heitor Villa-Lobos, o mais importante compositor do Brasil e da América Latina. Na trama, interpretou a amargurada Lucília Guimarães, pianista e professora de música que foi casada com Villa-Lobos, interpretado por Antônio Fagundes na obra. A performance da atriz conquistou elogios da crítica especializada e lhe rendeu indicação prêmio de Melhor Atriz Coadjuvante no Prêmio Guarani de Cinema, o mais importante da crítica cinematográfica nacional. Nesse ano, ela também viria a conquistar elogio da crítica no teatro por interpretar Satã em Macário, espetáculo produzido por Caio Blat e Preta Gil, e com direção de Otávio Muller. Na peça, ela interpretou um dos três traços de personalidades de Álvares de Azevedo, um dos expoentes do Romantismo do século XIX. Em 2001, fez participação especial em Copacabana, filme de Carla Camuratti.
Em 2001, foi convidada para mais uma participação especial em novelas, dessa vez em Estrela-Guia. Ainda nesse ano, foi escalada para a peça A Memória da Água, como "Catarina", fazendo parte do trio de protagonistas composto ainda por Andrea Beltrão e Eliane Giardini, numa trama em que conta a história de três irmãs que se reencontram após a morte da mãe. O espetáculo ficou em cartaz até 2002. Ainda em 2002, ela desempenhou papéis em três filmes: a cinebiografia da atriz Odete Lara, Lara, o documentário Poeta de Sete Faces e do drama Querido Estranho. Também em 2002, escreveu e dirigiu o curta-metragem Furos no Sofá.
Em 2003, atuou na minissérie histórica A Casa das Sete Mulheres, como a mãe "Rosa Moreira", papel que lhe rendeu uma indicação de Melhor Atriz Coadjuvante no Prêmio Qualidade Brasil - RJ. Seu próximo papel em telenovelas seria talvez um dos mais importantes em toda sua carreira na televisão até então. "Ana Paula Diniz" na novela Celebridade (2003), uma mulher falsa e invejosa, irmã da protagonista "Maria Clara Diniz" (Malu Mader), a qual ela explora o quanto pode. A performance como a ambiciosa lhe rendeu os prêmios de Melhor Atriz Coadjuvante no Prêmio Qualidade Brasil, em ambas edições da premiação em São Paulo e no Rio de Janeiro. Em 2004, encarnou na aeromoça-chefe "Ânia" na série Sob Nova Direção, no episódio "O Pavor Está no Ar".
Ainda em 2004, atuou no filme de drama O Diabo a Quatro, como "Andréa". Também em 2004 estreou nos cinemas o filme O Vestido, lançado inicialmente em 2003 no Festival de Cinema Latino-Americano de Huelva. Protagonizado por Ana Beatriz e Gabriela Duarte, o filme é livremente inspirado no poema "Caso do Vestido", de Carlos Drummond de Andrade de 1945. A performance dela foi elogiada pela crítica novamente, lhe rendendo sua segunda indicação de Melhor Atriz Coadjuvante no Prêmio Guarani de Cinema. Ela ainda protagonizou a peça Mais Uma Vez Amor ao lado de Marcos Palmeira, com apresentação em Portugal.
Em 2005, assinou contrato com a RecordTV para interpretar Leocádia na telenovela Essas Mulheres. Na trama, ela interpretou a mãe de "Mila" (Miriam Freeland), uma das três protagonistas da trama, com quem tem sérios problemas. Por esse trabalho, ela recebeu uma indicação de melhor atriz coadjuvante no Prêmio Contigo! de TV. No ano seguinte, atuou em Bicho do Mato como "Lili", sendo sua última aparição na emissora. Em 2006, fez sua última aparição nas telonas do cinema em Mulheres do Brasil. No mesmo ano, mais uma peça Leitor Por Horas. Em 2007, trabalhou no espetáculo Fala Baixo Senão Eu Grito, onde esteve como atriz e produtora.

### 2008–14:Ciranda de Pedra,Caminho das Índias,A Vida da GenteeEm Família
Em 2008, voltou à TV Globo iniciando uma sequência prolífica de diversos personagens importantes em telenovelas, especializando-se em interpretar mães problemáticas com situações conflituosas com seus filhos. No remake de Ciranda de Pedra (2008), interpretou a vilã "Frau Herta". No ano seguinte, em Caminho das Índias, mudou seu visual para interpretar a ambiciosa "Ilana", par romântico de "César" (Antônio Calloni). Durante as gravações da novela, a atriz revelou que começou a ter os primeiros sintomas de esclerose múltipla, doença que mantém controlada com medicamentos e que não a impede de trabalhar.
Em 2010, interpretou cinco personagens ao mesmo tempo no espetáculo Tudo que eu queria te Dizer. Entre as apresentações da peça, ela atuou na primeira etapa da novela Insensato Coração, como "Clarice Cortez", uma mulher que tem sua vida transformada após descobrir as traições de seu marido "Horácio Cortez" (Herson Capri). A personagem sai da trama após a descoberta da traição, mas a rápida passagem da atriz pela produção lhe rendeu muitos elogios e a indicação ao Prêmio Quem de Melhor Atriz de Televisão. Após esse trabalho, viajou o país com o espetáculo Tudo que eu queria te Dizer.
Em 2011, recebeu o convite para um de seus personagens mais marcantes na televisão. "Eva", uma das protagonistas da novela A Vida da Gente, uma mãe narcisista que tem graves conflitos com as filhas "Ana" (Fernanda Vasconcellos) e "Manuela" (Marjorie Estiano). O papel é descrito como um dos melhores trabalhos da atriz na televisão. Segundo o jornalista Sergio Santos do TV História, ela "conseguiu driblar todas as armadilhas do papel e soube usar o primoroso texto de Lícia Manzo da melhor forma" e "entendeu a humanidade de um tipo que apresenta muito mais o lado ruim do que o bom".
Em 2012, interpretou a socialite "Rachel" em Salve Jorge, personagem que acaba sendo morta pela vilã "Lívia Marine" (Cláudia Raia) no meio da trama. Antes mesmo de terminar a participação em Salve Jorge, já tinha personagem definido no remake de Saramandaia (2013), onde interpretou a escandalosa Maria Aparadeira, personagem de Eloísa Mafalda na primeira versão da novela. Em 2014, interpretou a controladora "Selma" na novela Em Família, mãe do vilão "Laerte" (Gabriel Braga Nunes) que sofre de senilidade precoce. Ela se inspirou em sua tia para compor a personagem, que à época tinha 73 anos e portava a doença de sua personagem há muito tempo. Também em 2014, protagonizou o espetáculo Uma Relação Pornográfica, recebendo aclamação da crítica e indicação a vários prêmios.

### 2015–19: Além do Tempo,Rock StoryeO Sétimo Guardião
Em 2015, estrelou o monólogo Um Pai (Puzzle) como "Sibylle Lacan", ficando em cartaz por três temporadas até 2017. Também nesse ano, fez uma rápida aparição em Babilônia como a esposa de "Carlos Alberto" (Herson Capri) e deu vida a "Emília", um dos personagens centrais da novela Além do Tempo. Esse último trabalho tornou-se um dos principais de sua carreira. Na trama, com temática espírita, ela deu vida a uma mulher amargurada que traz conflitos de uma vida passada com sua mãe, "Vitória" (Irene Ravache), e sua filha, "Livia" (Alinne Moraes).
Em 2016, foi escalada para a novela das sete Rock Story, interpretando a cômica "Dona Néia", personagem com estilo de atuação diferente do últimos personagens de carga dramática em sua carreira. Na trama, ela é uma suburbana que enriquece após o sucesso musical do filho "Léo Régis" (Rafael Vitti). Em 2016, retornou na peça Tudo que Eu Queria Te Dizer com os cinco papéis, encerrando este decênio nos espetáculos Mordidas (2018), Um Dia a Menos (2019) e Relâmpago Cifrado (2019). Em 2018, esteve no elenco de Malhação: Vidas Brasileiras como a rica "Isadora Mantovani" mas logo em seguida deixou a produção para atuar na novela das nove O Sétimo Guardião, onde interpretou uma das guardiãs da fonte que protege a fictícia cidade da trama, "Ondina Aballo".

### 2020–presente:Um Lugar ao Sol,Todas as Florese trabalhos recentes
Em 2021, Ana Beatriz voltou às novela em Um Lugar ao Sol como a fútil e egoísta "Elenice". Na trama, ela interpreta a mãe adotiva de "Renato" (Cauã Reymond), que sempre foi complacente com as atitudes erradas do filho rebelde. Em dezembro de 2021, a atriz cancelou uma peça no Teatro dos Quatro, na zona sul do Rio de Janeiro, em protesto contra Sergio Moro. No mesmo dia da peça, seria realizado um evento pró Sérgio Moro, o teatro negou qualquer relação direta com o evento, já que o espaço foi alugado.
Em 2022, foi escalada para o elenco da novela Todas as Flores, novela de João Emanuel Carneiro exibida pelo Globoplay, onde interpretou "Guiomar", dona de uma empresa milionária da moda que é traída pelo marido "Humberto" (Fábio Assunção) com a amiga "Zoé" (Regina Casé). Em 2023, voltou aos palcos encenando o monólogo Um Dia a Menos., baseada em um dos últimos contos de Clarice Lispector que conta a vida da solitária "Margarida".
Em 2024, foi escalada para o elenco de Mania de Você, ficando no papel da caiçara e líder comunitária Moema. Porém, deixou a novela no capítulo 98 para cuidar da saúde, já que estava em tratamento para a esclerose múltipla. O desfecho da sua personagem acabou sendo o falecimento após fazer uma revelação importante, mudando os rumos da história da trama.

## Filmografia

### Televisão
| Ano  | Título                      | Personagem                                 | Notas                                    |
| ---- | --------------------------- | ------------------------------------------ | ---------------------------------------- |
| 1984 | Santa Marta Fabril S.A.     | Fabiana Lopes                              |                                          |
| 1986 | Mania de Querer             | Teca                                       |                                          |
| 1988 | O Pagador de Promessas      | Alícia                                     |                                          |
| 1989 | Kananga do Japão            | Alzira                                     |                                          |
| 1991 | O Sorriso do Lagarto        | Evangelina                                 |                                          |
| 1991 | Felicidade                  | Selma                                      |                                          |
| 1992 | As Noivas de Copacabana     | Fátima Reis                                |                                          |
| 1995 | Você Decide                 | —                                          | Episódio: "Veneno Ambiente"              |
| 1995 | Você Decide                 | —                                          | Episódio: "O Jogador"                    |
| 1996 | O Rei do Gado               | Jacira                                     |                                          |
| 1997 | Anjo Mau                    | Maria Eduarda Rezende Medeiros (Duda)      |                                          |
| 1999 | Andando nas Nuvens          | Marta                                      |                                          |
| 2001 | Estrela-Guia                | Esperança                                  |                                          |
| 2003 | A Casa das Sete Mulheres    | Dona Rosa                                  |                                          |
| 2003 | Celebridade                 | Ana Paula Diniz Moutinho                   |                                          |
| 2004 | Sob Nova Direção            | Comissária Ania                            | Episódio: "O Pavor Está no Ar"           |
| 2005 | Essas Mulheres              | Leocádia Duarte                            |                                          |
| 2006 | Bicho do Mato               | Lili Sampaio                               |                                          |
| 2008 | Ciranda de Pedra            | Frau Herta                                 |                                          |
| 2009 | Caminho das Índias          | Ilana Gallo Goulart                        |                                          |
| 2011 | Insensato Coração           | Clarice Cortez                             | Episódios: "19 de fevereiro–28 de abril" |
| 2011 | A Vida da Gente             | Eva Fonseca                                |                                          |
| 2012 | Salve Jorge                 | Rachel Flores Galvão                       |                                          |
| 2013 | Saramandaia                 | Maria Aparecida Moreira (Maria Aparadeira) |                                          |
| 2014 | Em Família                  | Selma Proença Fernandes                    |                                          |
| 2015 | Babilônia                   | Esposa de Carlos Alberto                   | Episódio: "12 de maio"                   |
| 2015 | Além do Tempo               | Emília Diffiori                            |                                          |
| 2015 | Além do Tempo               | Emília Beraldini                           |                                          |
| 2016 | Rock Story                  | Aldinéia da Conceição (Néia)               |                                          |
| 2018 | Malhação: Vidas Brasileiras | Isadora Mantovani                          | Episódios: "7 de março–26 de junho"      |
| 2018 | O Sétimo Guardião           | Ondina Aballo                              |                                          |
| 2021 | Um Lugar ao Sol             | Elenice Muniz Meirelles                    |                                          |
| 2022 | Todas as Flores             | Guiomar Martínez                           | Episódios: "1–14"                        |
| 2024 | Mania de Você               | Moema Bocaiúva                             | Episódios: "1–98"                        |

### Cinema
| Ano  | Título                           | Personagem     | Nota           |
| ---- | -------------------------------- | -------------- | -------------- |
| 1987 | Vera                             | Vera / Bauer   |                |
| 1987 | Dama da Noite                    | Júlia          | Curta-metragem |
| 1990 | Stelinha                         |                |                |
| 1990 | Meu Vizinho Comprou um Carro     | Jornalista     | Curta-metragem |
| 1991 | Matou a Família e Foi ao Cinema  | Esposa jovem   |                |
| 1995 | Jenipapo                         | Márcia         |                |
| 1997 | Dois na Chuva                    | Ana            | Curta-metragem |
| 2000 | Villa-Lobos - Uma Vida de Paixão | Lucília        |                |
| 2001 | Copacabana                       | Salete (jovem) |                |
| 2002 | Lara                             | Marta          |                |
| 2002 | Poeta de Sete Faces              |                |                |
| 2002 | Querido Estranho                 | Teresa         |                |
| 2004 | O Diabo a Quatro                 | Andréa         |                |
| 2004 | O Vestido                        | Angela         |                |
| 2006 | Mulheres do Brasil               | Mãe de Ana     |                |

## Teatro
| Ano  | Título                          | Personagem                |
| ---- | ------------------------------- | ------------------------- |
| 1984 | Ubu Rei                         | Bugrelau                  |
| 1988 | Maroquinhas Fru-Fru             |                           |
| 1988 | Flor do Milênio                 |                           |
| 1993 | Othello, A Sombra de uma Dúvida |                           |
| 1994 | O Homem sem Qualidades          |                           |
| 1998 | As Três Irmãs                   | Natasha                   |
| 2000 | Macário                         | Satã                      |
| 2001 | A Memória da Água               | Catarina                  |
| 2004 | Mais uma Vez Amor               | Lia                       |
| 2006 | Leitor Por Horas                | Moça Cega                 |
| 2007 | Fala Baixo Senão Eu Grito       | Atriz e Produtora         |
| 2010 | Tudo que eu queria te Dizer     | Cinco papéis              |
| 2014 | Uma Relação Pornográfica        | Mulher                    |
| 2015 | Um Pai (Puzzle)                 | Sibylle Lacan / Ela mesma |
| 2016 | Tudo que eu queria te Dizer     | Cinco papéis              |
| 2018 | Mordidas                        | Zulma                     |
| 2019 | Um Dia a Menos                  | Margarida                 |
| 2019 | Relâmpago Cifrado               | Médica A                  |
| 2024 | Sra. Klein                      | Melanie Klein             |

## Outros projetos
| Ano  | Título                        | Papel             | Nota           |
| ---- | ----------------------------- | ----------------- | -------------- |
| 2002 | Furos no Sofá                 | Direção e Autora  | Curta-metragem |
| 2009 | Pelo Sabor do Gesto - Em Cena | Direção           | Show           |
| 2017 | Cinco Tiros em John Lennon    | Direção           | Peça de Teatro |
| 2018 | Extravios                     | Direção e Autoria | Show           |

## Prêmios e indicações
| Ano  | Prêmio                                         | Categoria                              | Nomeações                        | Resultado |
| ---- | ---------------------------------------------- | -------------------------------------- | -------------------------------- | --------- |
| 1986 | Festival de Cinema de Brasília                 | Melhor Atriz                           | Vera                             | Venceu    |
| 1987 | Festival Internacional de Cinema de Berlim     | Melhor Atriz                           | Vera                             | Venceu    |
| 1987 | Festival de Nantes                             | Melhor Atriz (Júri Oficial)            | Vera                             | Venceu    |
| 1987 | Festival de Nantes                             | Melhor Atriz (Júri Popular)            | Vera                             | Venceu    |
| 1987 | Prêmio Molière do Cinema Brasileiro            | Melhor Atriz                           | Vera                             | Venceu    |
| 1987 | Festival do Locarno                            | Melhor Atriz (Prêmio Especial do Júri) | Vera                             | Venceu    |
| 1991 | Festival de Cinema de Gramado                  | Melhor Atriz Coadjuvante               | Matou a Família e Foi ao Cinema  | Venceu    |
| 2001 | Prêmio Guarani de Cinema Brasileiro            | Melhor Atriz Coadjuvante               | Villa-Lobos - Uma Vida de Paixão | Indicado  |
| 2002 | Festival Goiânia Mostra Curtas                 | Melhor Direção                         | Furos no Sofá                    | Venceu    |
| 2003 | Prêmio Arte Qualidade Brasil RJ                | Melhor Atriz Coadjuvante               | A Casa das Sete Mulheres         | Indicado  |
| 2004 | Prêmio Globo de Melhores do Ano                | Melhor Atriz Coadjuvante               | Celebridade                      | Indicado  |
| 2004 | Prêmio Arte Qualidade Brasil RJ                | Melhor Atriz Coadjuvante               | Celebridade                      | Venceu    |
| 2004 | Prêmio Arte Qualidade Brasil SP                | Melhor Atriz Coadjuvante               | Celebridade                      | Venceu    |
| 2005 | Prêmio Guarani de Cinema Brasileiro            | Melhor Atriz Coadjuvante               | O Vestido                        | Indicado  |
| 2006 | Prêmio Contigo! de TV                          | Melhor Atriz Coadjuvante               | Essas Mulheres                   | Indicada  |
| 2009 | Prêmio Contigo! de TV                          | Melhor Atriz de Novela                 | Ciranda de Pedra                 | Indicada  |
| 2009 | Prêmio Arte Qualidade Brasil                   | Melhor Atriz Coadjuvante               | Caminho das Índias               | Indicado  |
| 2009 | Prêmio Extra de Televisão                      | Melhor Atriz Coadjuvante               | Caminho das Índias               | Indicado  |
| 2011 | Prêmio Quem de Televisão                       | Melhor Atriz                           | Insensato Coração                | Indicado  |
| 2014 | Prêmio Questão de Crítica                      | Melhor Atriz                           | Uma Relação Pornográfica         | Indicado  |
| 2014 | Prêmio Cesgranrio de Teatro                    | Melhor Atriz                           | Uma Relação Pornográfica         | Indicado  |
| 2014 | Prêmio FITA - Festival Internacional de Teatro | Melhor Atriz                           | Uma Relação Pornográfica         | Indicado  |
| 2015 | Prêmio Extra de Televisão                      | Melhor Atriz Coadjuvante               | Além do Tempo                    | Indicado  |
| 2015 | Prêmio Cesgranrio de Teatro                    | Melhor Atriz                           | Um Pai (Puzzle)                  | Indicado  |
| 2016 | Prêmio APTR de Teatro                          | Melhor Atriz                           | Um Pai (Puzzle)                  | Indicado  |
| 2017 | Troféu UOL TV e Famosos                        | Melhor Atriz                           | Rock Story                       | Indicado  |
| 2019 | Prêmio Cesgranrio de Teatro                    | Melhor Atriz                           | Relâmpago Cifrado                | Indicado  |
| 2019 | Prêmio Botequim Cultural de Teatro             | Melhor Atriz de Drama/ Comédia         | Relâmpago Cifrado                | Indicado  |
| 2020 | Veja Rio - Cariocas do Ano                     | Teatro                                 | Teatro Já                        | Venceu    |
| 2020 | Prêmio Faz Diferença - O Globo                 | Segundo Caderno/ Audiovisual           | Teatro Já                        | Indicada  |
| 2022 | Prêmio APTR                                    | Categoria Especial                     | Teatro Sem Bolso                 | Venceu    |
| 2024 | Prêmio APTR de Teatro                          | Melhor Atriz em Papel Protagonista     | Sra. Klein                       | Pendente  |
| 2024 | Prêmio FITA de Teatro                          | Melhor Direção                         | Ensaio Para Um Adeus Inesperado  | Pendente  |